# Махаджана
Махаджаны в вайшнавизме — великие святые личности, наставники на пути бхакти, уполномоченные Вишну проповедовать принципы дхармы. В «Бхагавата-пуране» приводится список 12 махаджанов: Брахма, Нарада, Шива, четверо Кумаров, Капила, Сваямбхува Ману, Прахлада, Джанака, Бхишма, Бали, Шукадева и Яма.
Махаджанами также называли администраторов империи Западных Чалукьев.